# 普瓦捷聖母大教堂

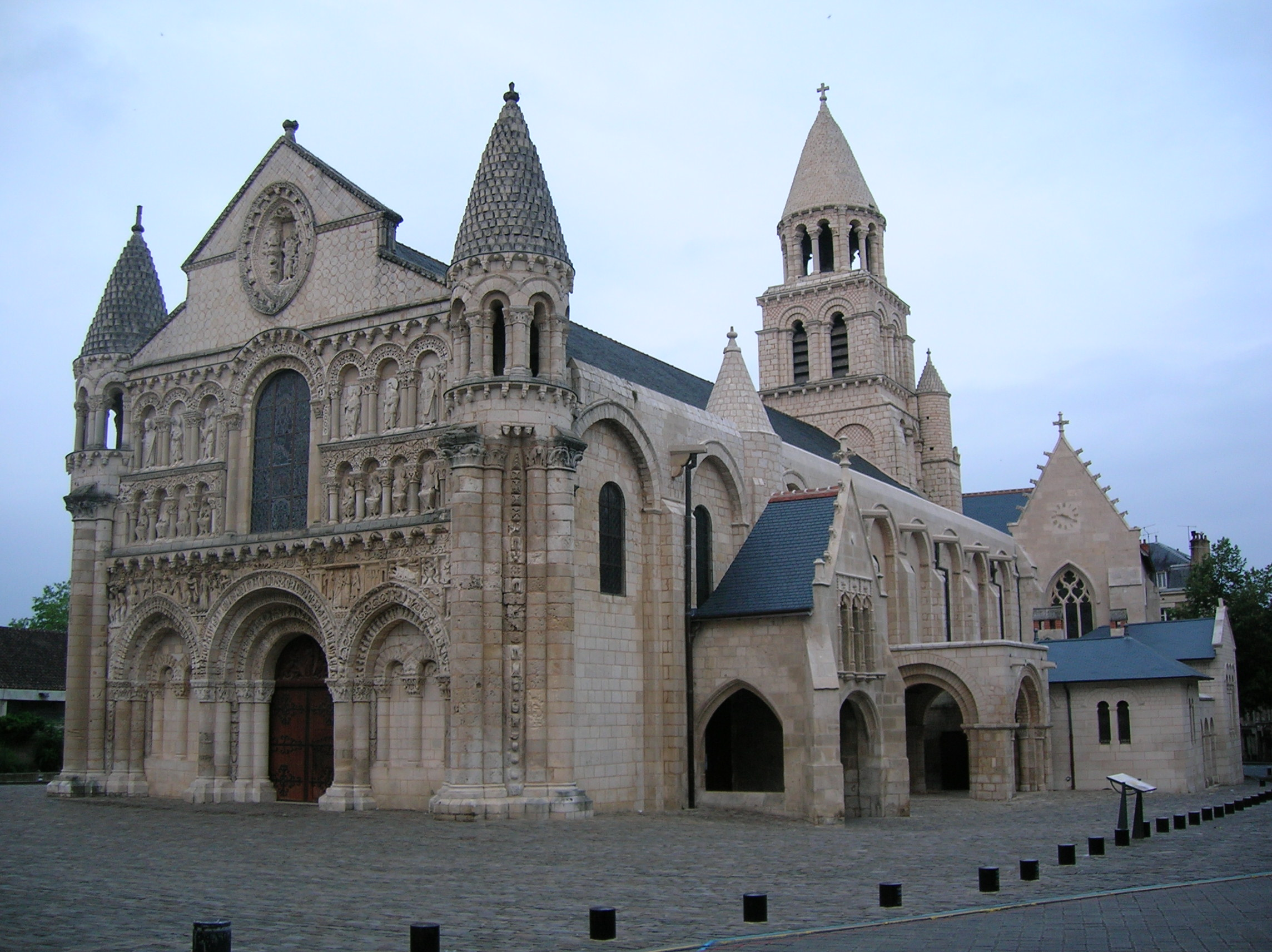
普瓦捷聖母大教堂

普瓦捷聖母大教堂（法語：Église Notre-Dame la Grande）是位於法國城市普瓦捷的一處羅馬天主教的教堂。教堂在羅馬時代就已經存在，當時的遺跡現在仍有部分保留。現在的教堂重建於11世紀後期，在1086年正式開幕。

## 外部連結
- Capitals of the frontage （页面存档备份，存于）
- History of the church on the site of the diocese of Poitiers
- Façade of Notre Dame la Grande （页面存档备份，存于）

46°35′00″N 0°20′38″E / 46.5832°N 0.344°E